# 大江礒吉
大江 礒吉（おおえ ぎきち、慶応4年5月22日（1868年7月11日） - 明治35年（1902年）9月6日）は日本の教育者。出生名は大江磯吉（いそきち）。

## 生涯
1868年、信濃国伊那郡下殿岡村（現・長野県飯田市下殿岡）に生まれた。父および祖父は、殿岡、名古熊、毛賀の3カ村の警備「下役」に従事し、江戸時代は「番太」とされていた家系である。
地域最初の小学校で一年生から教育を受ける。開校された下伊那中学校の第一期生として入学する。1885年7月、改名され長野県立中学校飯田支校の第一期卒業生となる。1886年9月、長野県師範学校高等師範科第2級に編入となり、翌年7月卒業する。
1886年9月2日に、長野県諏訪郡平野小学校の訓導として赴任するが、同僚教師の間で排斥する動きとなり、7日後に辞職を余儀なくされる。1887年5月、長野県師範学校附属小学校の訓導に赴任する。1888年4月、高等師範学校文学科に入学する。教育哲学と教育心理を主に専攻し、フランスのコンペレーの公教育論を専修した。日本で紹介されて間もない開発主義派教育学も研究の対象であった。抜群の成績であったとされる。1891年3月、高等師範学校文学科を卒業する。
1891年4月に、長野県尋常師範学校教諭となる。「ハイカラで頭脳明晰、教授ぶりは鮮やかで温厚にして謹直で、高慢ぶることがなく、敬服される立派な先生だった」とされる。しかし、排斥の動きがあった。1893年3月に、大阪府尋常師範学校に転任する。同僚教師らが、わざわざ長野に赴き、「出自」を調査する。1895年に、鳥取県尋常師範学校に赴任する。大江礒吉が自ら「出自」を着任式で明らかにしたとしている説もあるが定かでない。附属小学校の経営を任され、かつ舎監長にも任命されている。国家主義的な当時の教育傾向に批判的であったとされる。1900年11月、国家主義的な考えをした校長によって、他の同僚教諭と共に、休職処分となる。
1901年3月31日、第2代兵庫県柏原中学校校長に任命される。中学校を郡立から県立へと移管させ、授業料を半額に引き下げさせた。生徒の自主性を大切にする教育を実践する。校訓、校章、校旗を制定する。上級生の下級生に対する「鉄拳制裁」の禁止を徹底させた。軍人にあこがれ大江校長に反発する上級生らが、団結して「声明書」を卒業式直後に掲示する騒動もあった。
1902年6月、母の看病に帰省するが、その際、腸チフスにかかる。その年の9月6日、死去する。34歳であった。

## 小説「破戒」のモデル
島崎藤村の小説「破戒」の登場人物のモデルとしている文献やサイトがある。大江磯吉の死去3年後書かれた小説であり、彼が長い間暮らした長野を舞台としている。
小学校教師の瀬川丑松のモデルとしては、最後に「出自」を明らかにして許しを請う行為は、大江礒吉のイメージにそぐわないという意見もある。
被差別部落出身の地域政治家で殺害される猪子蓮太郎のモデルとしている文献もある。正々堂々と「出自」を公表した態度は、教育者としての大江礒吉と共通するものがある。

## 関連書籍
- 荒木謙『『破戒』のモデル－大江礒吉の生涯』 解放出版社、1999年 ISBN 978-4759244069
- 東栄蔵『大江磯吉とその時代－藤村の「破戒」のモデル』 信濃毎日新聞社、2000年 ISBN 978-4784098538
- 水野永一『『破戒』のモデル－大江礒吉考』 ほおずき書籍、2008年 ISBN 978-4434115813